# 김경수 (야구인)
김경수(金卿秀, 1968년 4월 8일 ~ )은 전 KBO 리그 야구 선수의 내야수이다. 현재골프프로

## 출신학교
- 신일고등학교
- 연세대학교 (1987학번)